# Hohenbucko
Hohenbucko är en kommun och ort i Landkreis Elbe-Elster i förbundslandet Brandenburg i Tyskland. Kommunen bildades den 31 december 2001 genom en sammanslagning av de tidigare kommunerna Hohenbucko och Proßmarke i den nya kommunen Hohenbucko. Kommunen ingår i kommunalförbundet Amt Schlieben.